# الاستومر ترموپلاستیک

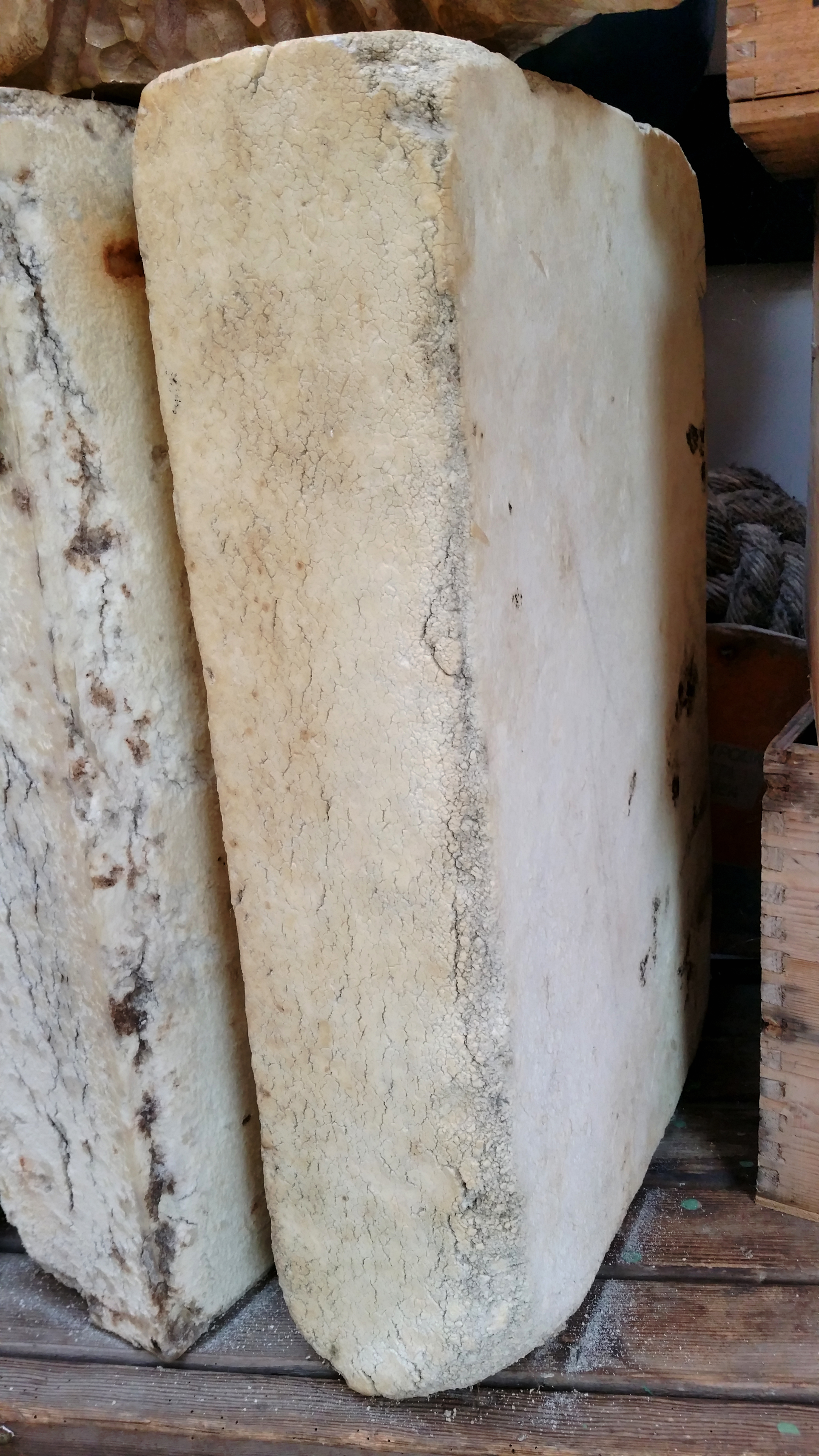
مرتبط است

الاستومرِ ترموپلاستیک (TPE - Thermoplastic elastomer) در واقع با توجه به نام آن که تشکیل شده از سه واژه ترمو (گرما)، پلاستیک و الاستومر (الاستیک بودن) گرانول‌های پلاستیکی نرمی هستند که خواص لاستیکی و الاسیتیسه دارند و در گرما نرم می‌شوند.
این مواد که با روش‌های خاصی به دست می‌آید مزایای پلاستیک و الاستومر را توامان دارد و می‌توان از آن در ساخت محصولات پلاستیکی استفاده کرد. در محصولاتی همچون پلاستیک‌های فریزری از گرانول‌های الاستومر ترموپلاستیک استفاده می‌شود و موجب نرم شدن آن و انعطاف آن می‌شود وگرنه پلاستیک خود ماده ای شکننده و خشک است.

## خواص ترموپلاستیک الاستومر
یکی از خواص ترموپلاستیک الاستومر این است که اگر به آنها گرما داده شود، نرم می‌شوند و به همین دلیل به آنها گرمانرم گفته می‌شود. از این مواد در صنایع پلاستیک، لوازم خانگی، خودرو، بسته‌بندی و … استفاده می‌شود.